# Мийо (город)
Мийо́ (фр. Millau, окс. Milhau) — город на юге Франции, в департаменте Аверон. Население — 21,3 тыс. жителей.
Супрефектура округа Мийо — одного из трех округов департамента Аверон.

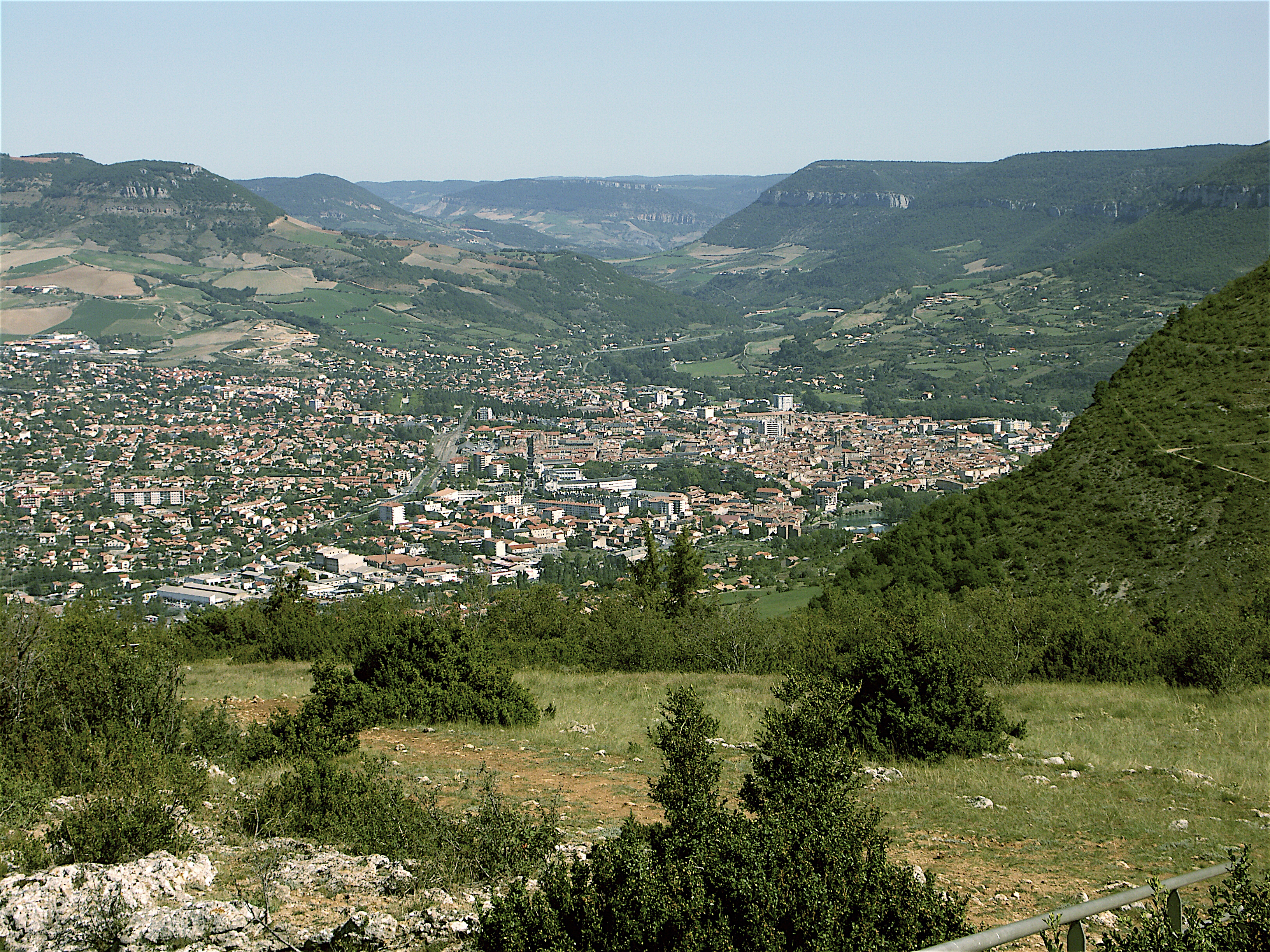
вид города

## География
Расположен на реке Тарн при её слиянии с Дурби. Выше по течению начинаются знаменитые ущелья Тарна.

## История
Город основан в III в. до н. э.
В I в. до н. э. близ Мийо (тогда назывался Кондутомагус — «рынок у слияния рек») располагалось крупнейшее в Римской империи производство керамики.

## Интересные факты
Во Франции Мийо считается столицей производства кожаных перчаток.
Город является также общефранцузским центром парапланеризма.
В 2004 году вблизи от города был построен известный виадук Мийо.
В Мийо проживает знаменитый автогонщик Дидье Ориоль.